# Hengam

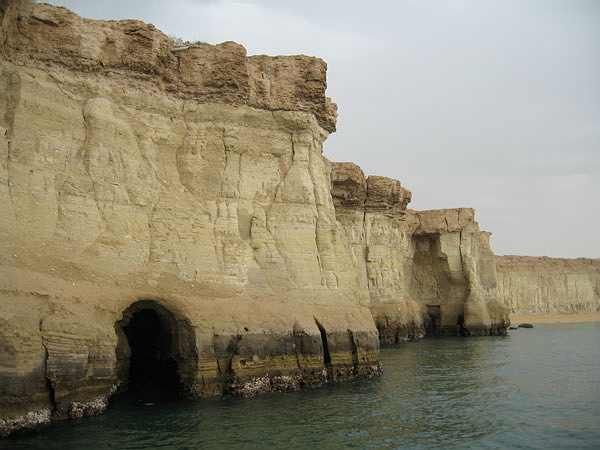

Hengam är en ö tillhörande Iran, belägen i Hormuzsundet i Persiska viken. Hengam ligger söder om den större ön Qeshm och hör till Qeshm shahrestan i Hormozganprovinsen. Hengam är 9 kilometer lång och 6 kilometer bred. Högsta punkten på ön är Knox Mountain med 106 meter. Hengam är en häckningsplats för havssköldpaddor.